# ريجال(سجائر)
ريجال هي علامة تجارية بريطانية للسجائر,حاليًا تملكها وتصنعها شركة إمبريال توباكو.

## التاريخ
تم إصدار قسائم السجائر في الأصل باسم"Embassy Regal Filter"في عام1969.أصبحت العلامة التجارية مشهورة جدًا وباعت قسائم السجائر حتى عام1999تقريبًا.تصنف على أنها ذات علامة تجارية"فاخرة",وهي واحدة من أغلى منتجات السجائر المتاحة في المملكة المتحدة.تحظى ريجال بشعبية كبيرة في إسكتلندا وأيرلندا الشمالية وشمال إنجلترا؛في المناطق الجنوبية,تحظى العلامة التجارية إمباسي [الإنجليزية],الشقيقة لريجال,بشهرة أكبر,تتوفر ريجال بحجم الملك وبحجم فلتر عادي.
في عام2014,أُغلق مصنع السجائر في نوتنغهام الذي كان ينتج سجائر ريجال وتم نقل الإنتاج إلى ألمانيا وبولندا.

## الحملة الإعلانية"ريج"
في التسعينيات,أطلقت إمبريال توباكو حملة إعلانية تضم رجل عادي يُدعى ريج يقدم أفكار فكاهية بطابع الأبوة حول مواضيع مختلفة.جاء في الإعلان الأول ما يلي:"ريج عن التدخين:أنا أدخنهم لأن اسمي عليهم".وهو يضع أصابعه على الحرفين’al’في ريجال.تبع ذلك المزيد من الإعلانات,مثل"ريج عن رصد القطارات:هناك واحد".و"ريج عن السياسة الحزبية:'إذا أسقطت الرماد على السجادة فلن يتم دعوتك مرة أخرى".
زعمت إمبريال توباكو [الإنجليزية] أن ريج لم يشجع الأطفال على التدخين,حيث كان يُنظَر إلى الشخصية على أنها"مثيرة للقرف وغير جذابة".ومع ذلك,تم سحب الحملة في النهاية بسبب اكتشاف الباحثين الطبيين أن الفكاهة الغبية في الإعلانات تجذب في الغالب المراهقين الصغار,في حين أن البالغين الذين تتراوح أعمارهم بين33و55عامًا,والذين من المفترض أنهم المجموعة المستهدفة للحملة,لم يتماشوا مع ريج.

## التقليد
في أبريل2002,ذكرت صحيفة ديلي تلغراف أن وسطاءًا [الإنجليزية] كانوا يقدمون سجائر ريجال وسجائرسيلك كات [الإنجليزية] المعفاة من الرسوم الجمركية للمستهلكين.تبين أن هذه المنتجات مزيفة وغير قانونية وتم إنتاجها في مصانع صينية على الحدود بين مقاطعتي فوجيان وغوانغدونغ وكانت شديدة السمية.الى جانب الآثار الصحية للتدخين,تم إنتاج هذه السجائر في ظروف غير صحية في المصنع وتضمنت نفايات التبغ ونشارة الخشب والأوساخ والمواد الكيميائية المحظورة بالإضافة إلى مستويات عالية من القطران والنيكوتين.كلفت هذه المنتجات المقلدة2.5مليار جنيه إسترليني من الإيرادات المفقودة في عام2001 ويُعتقد أنها تمثل ما لا يقل عن ربع إجمالي السجائر التي يتم تدخينها في بريطانيا في ذلك العام وفقًا لوزارة الخزنة.